# Zofia Nałkowska
Zofia Nałkowska, née le 10 novembre 1884 à Varsovie, décédée le 17 décembre 1954  dans la même ville, est une romancière, dramaturge et critique polonaise, militante pour les droits des femmes. Son récit Médaillons est une œuvre majeure de la littérature polonaise autour du thème des crimes nazis.

## Biographie
Née en 1884, fille de Wacław Nałkowski, géographe, journaliste et enseignant, et d'Anna née Šafránków, enseignante et auteure de manuels de géographie, Zofia Nałkowska fait ses études au pensionnat à Varsovie, puis à l'Université volante (une  école clandestine, où son père enseigne, à une période où la Pologne est sous la domination de l’empire russe,.
En 1904, elle épouse Léon Rygier, poète, écrivain et éducateur, avec qui elle vit quelque temps à Kielce et à Cracovie, puis à Varsovie et dans la maison familiale près de Wołomin. À la suite de l'indépendance retrouvée de la Pologne, après la Première Guerre mondiale, elle travaille au Bureau de la propagande étrangère (agence de presse) du Présidium du Conseil des ministres (1920-1922). Elle participe à la création de l'Union des écrivains polonais. En 1922, elle se remarie avec le lieutenant-colonel Jan Jura-Gorzechowski, ancien militant du Parti socialiste polonais et organisateur des Légions. Elle s'installe avec lui à Zameczek, près de Vilnius, puis à Grodno, où Gorzechowski est le commandant de la gendarmerie. Leur mariage se termine en 1929.
Zofia Nałkowska était une personnalité reconnue de la vie culturelle et littéraire polonaise : auteure de romans, de nouvelles et de pièces de théâtre, contributrice à de nombreux journaux et revues, elle est aussi vice-présidente du PEN Club polonais et la seule femme membre de l’Académie polonaise de littérature au moment de son élection en 1933.  
Dans ses premiers romans, elle s'intéresse à la psychologie féminine. Puis elle porte son regard sur la Pologne contemporaine. En 1935, elle publie ainsi l'une de ses œuvres les plus remarquables : La frontière (Granica). C’est l’histoire de Zenon Ziembiewicz, un étudiant qui, avec le temps, fait une carrière politique, en abandonnant les idées généreuses de son adolescence, et devient président de la ville. Mais il s’enlise ensuite dans un triangle amoureux. Il hésite entre sa femme Elżbieta et sa maîtresse Justyna Bogutówna, la fille d'un cuisinier. Justyna tombe enceinte. Sous la pression de Zenon, elle est contrainte d'avorter. Cette intervention l'enfonce dans la mélancolie, son état mental se dégrade progressivement jusqu'à la fin  tragique - Justyna aveugle Zenon avec de l'acide caustique et puis se suicide,. Le roman est un succès.
Restée en Pologne durant l’occupation nazie, elle continue à tenir un journal qu’elle avait commencé à l’adolescence (ce journal court de 1899 à 1954). Expropriée par les Allemands, elle vécut la guerre dans le dénuement, en tenant un petit bureau de tabac. Elle perd l’ensemble de ses biens pendant la destruction de Varsovie en 1944 (dont sa collection de lettres de Bruno Schulz dont elle fut l’amie et dont elle fit publier Les boutiques de cannelle - Cynamonowe sklepy en 1933) puis se consacre à l’établissement de la vérité sur les crimes nazis. Elle participe à une Commission d'enquête sur ces crimes nazis en Pologne, formée notamment de journalistes, de scientifiques et de juristes polonais, qui auditionnent des témoins, effectuent des recherches, et suivent des procès notamment sur la prison de Pawiak à Varsovie et sur le camp d’extermination de Chełmno.  De cette expérience si forte elle tire la matière d'un dernier livre, un petit opuscule regroupant huit récits, inspirés des récits entendus, énoncés sans fioritures. Sous le titre Médaillons, l'ouvrage est publié en 1946.
Huit histoires de mort, morts de Juifs incontestablement, même si le mot n’est pas employé. Ce texte a marqué plusieurs générations de Polonais. Étudié dans les écoles de la Pologne populaire il remplit une fonction analogue à celle de Nuit et brouillard, le film d’Alain Resnais, dans les écoles françaises. Pas plus que ce film, il ne mentionne explicitement la mort des Juifs, alors que tout est dit, y compris leur abandon par les voisins.

## Hommage
Le cratère vénusien Nałkowska a été nommé en son honneur.
Zofia Nałkowska est décédée en 1954. Elle est enterrée dans l'Allée d'honneur au cimetière Powązki.

## Œuvre

### Romans
- Kobiety. (Femmes) Księgarnia Powszechna, Warszawa 1906.
- Książę. (Le Prince) Gebethner i Wolff, Warszawa 1907.
- Rówieśnice.  (Les Congénères) Gebethner i Wolff, Warszawa 1909.
- Narcyza. Książka, Kraków 1910.
- Węże i róże. (Les Serpents et les Roses) Książka, Kraków 1915.
- Hrabia Emil. Romans nowoczesny. Towarzystwo Wydawnicze, Warszawa, Kraków 1920.
- Na torfowiskach. Biblioteka Dzieł Wyborowych, Warszawa 1922.
- Romans Teresy Hennert. Powieść dzisiejsza. Ignis, Warszawa 1924.
- Dom nad łąkami. W. Czarski, Warszawa 1925.
- Choucas. Powieść internacjonalna. Gebethner i Wolff, Warszawa, Kraków 1927.
- Niedobra miłość. Romans prowincjonalny. Gebethner i Wolff, Warszawa 1928.
- Granica. (La Frontière) Gebethner i Wolff, Warszawa 1935.
- Niecierpliwi. Książnica - Atlas, Lwów 1939., Première édition française : Circé (4 mai 2016),  (ISBN 978-2842423124)
- Węzły życia. Tom I - Czytelnik, Warszawa 1948. Tom II , 1954

### Pièces de théâtre
- Dom kobiet (Maison de femmes) Gebethner i Wolff, Warszawa 1930.
- Dzień jego powrotu (Le Jour de son retour) Gebethner i Wolff, Warszawa 1931.
- Renata Słuczańska, Gebethner i Wolff, Warszawa 1936.

### Autres
- Medaliony (Les Médaillons) 1946, Première édition françaises: Editions Pétra (8 octobre 2018),  (ISBN 978-2847432176)
- Près de la voie ferrée (trad. du polonais), Paris, Allia, 2009, 48 p. (ISBN 978-2-84485-328-8) (extrait des Médaillons)
- Journaux du temps de la guerre (1970)
- Journaux de ses années de jeunesse (1975-1977)